# Psara (gemeente)
Psara (Grieks: Ψαρά) is een gemeente (dimos) in de Griekse bestuurlijke regio (periferia) Noord-Egeïsche Eilanden.  De gemeente omvat naast het eiland Psara ook het kleinere Antipsara.